# Серебров Олександр Олександрович
Олекса́ндр Олекса́ндрович Серебро́в (15 лютого 1944, Москва — 12 листопада 2013, Москва) — радянський космонавт.
Народився в Москві 15 лютого 1944. У 1967 році закінчив Московський фізико-технічний інститут і кілька років займався в ньому науковою діяльністю. Спеціалізацією Сереброва була фізика рідин, газу і плазми. З 1976 року він працював в НВО «Енергія», де брав участь у розробці космічних апаратів.
1 грудня 1978 року був відібраний в загін космонавтів.
Вперше в космос Серебров відправився в 1982 році на борту Союз Т-7. Після польоту космонавт був удостоєний звання Героя Радянського Союзу. Всього Серебров брав участь у чотирьох польотах: на Союз Т-7, Союз Т-8 і Союз ТМ-8, Союз ТМ-17 до орбітальної станція «Мир». Він здійснив 10 виходів у відкритий космос. Цей рекорд побив лише Анатолій Соловйов у 1997 році. Сумарно за бортом космічних апаратів космонавт провів 31 годину і 49 хвилин.
Пішов у відставку 10 травня 1995 року.
По тому Олександр Серебров вів телепередачу «Уроки з космосу».